# بيت ميرفي
بيت ميرفي (بالإنجليزية: Pete Murphy)‏ هو محامي أمريكي، ولد في 27 أكتوبر 1872 في ساليسبري في الولايات المتحدة، وتوفي في 12 يناير 1946.